# Luigi Albanesi
Luigi Albanesi (Roma, 3 de març de 1821 - Nàpols, 1897) fou un pianista i compositor italià.
La seva obra més important és l'oratori La sette parole di Gesu Christo, devent-se-li, a més, moltes peces per a piano, misses, motets, etc.
El seu fill Carlo (1856-1926), també fou un compositor i pianista.